# وزارة الداخلية
وزارة الداخلية (بالإنجليزية: Ministry of Internal Affairs)‏ ويتم اختصارها باللغة الإنجليزية "MOI" هي إحدى الحقائب الوزارية. والتي يحملها يُطلق عليه وزير الداخلية.

## وزير الداخلية
مهام وزارة الداخلية هي الحفاظ على أمن الوطن والمواطن ووضع وتنفيذ استرتيجيات أمنية من شأنها صيانة أمن الفرد والمجتمع من أي تطاول قد يقع من قبل الخارجين عن القانون.
من أشهر الأجهزة الأمنية في وزارات الداخلية (في مصر) ما يسمى أمن الدولة، والذي كان يدعى قبل الثورة القلم السياسي وهو مختص بحماية أمن النظام السياسي الحاكم من منطلق أن استقرار النظام السياسي يعتبر منبع أساسي لأمن الوطن ومن ثم المواطن.